# Protobulharština
Protobulharština (rovněž prabulharština nebo bolgarština) je mrtvý bolgarský jazyk, jímž mluvili Protobulhaři (neboli Bolgaři). Vyvinula se z praturkičtiny.
Prvním útvarem, jejž Protobulhaři vytvořili, bylo Staré Velké Bulharsko v pontsko-kaspické stepi. V roce 681 dobyl chán Asparuch s částí Prabulharů Malou Skythii, otevřel přístup do Moesie na Balkáně, a založil podunajské Bulharsko – první bulharskou říši, kde se Protobulhaři stali politickou a vojenskou elitou. Tito podunajští Protobulhaři následně splynuli s tamním početnějším slovanským obyvatelstvem, jejich přítomnost se však odráží v názvu tamního slovanského jazyka – bulharštiny. Další část původních Protobulharů se přemístila severněji. Tito volžští Protobulhaři nakonec přijali jazyk čuvaštinu, bolgarský jazyk příbuzný protobulharštině, jenž existuje dodnes.

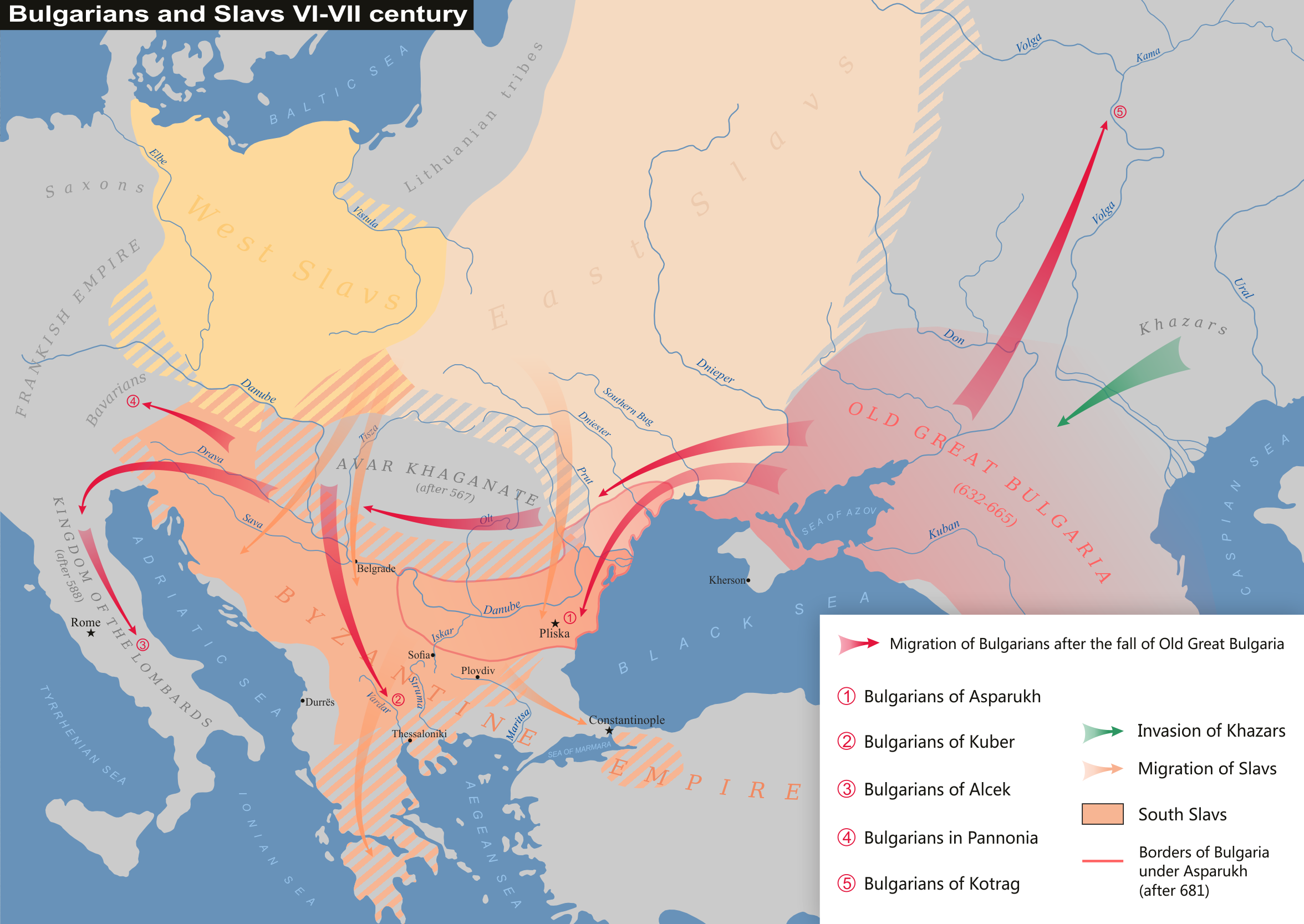
Stěhování Protobulharů v 6.–7. století